# Abraão Cresques

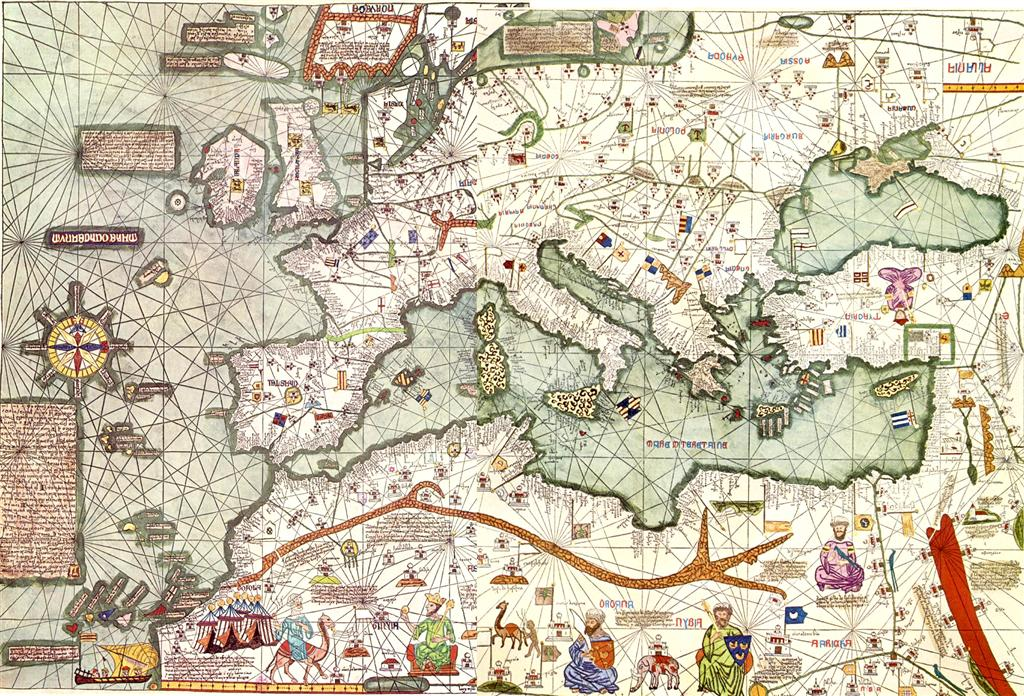
Mapa da Europa e do Mediterrâneo do Atlas Catalão de 1375.

Abraão Cresques (século XIV) foi um cartógrafo judeu de Maiorca, provavelmente o autor do famoso Atlas Catalão de 1375. Foi pai do também cartógrafo Jehuda Cresques, ou Jaime de Maiorca, um dos cartógrafos ao serviço do Infante D. Henrique. Foi uma das figuras mais destacadas da escola cartográfica maiorquina.
Para além da sua produção cartográfica, construía bússolas, relógios náuticos e outros instrumentos e precisão necessários para a navegação.
Foi protegido pelos reis Pedro III de Aragão, João I de Aragão e Martim I de Aragão. Deixou um conjunto de cartas náuticas realizadas por si e seu filho, actualmente perdidas, embora se lhe atribuam alguns mapas anónimos, como os integrados no Atlas Catalão de 1375.